# Florian Fernow

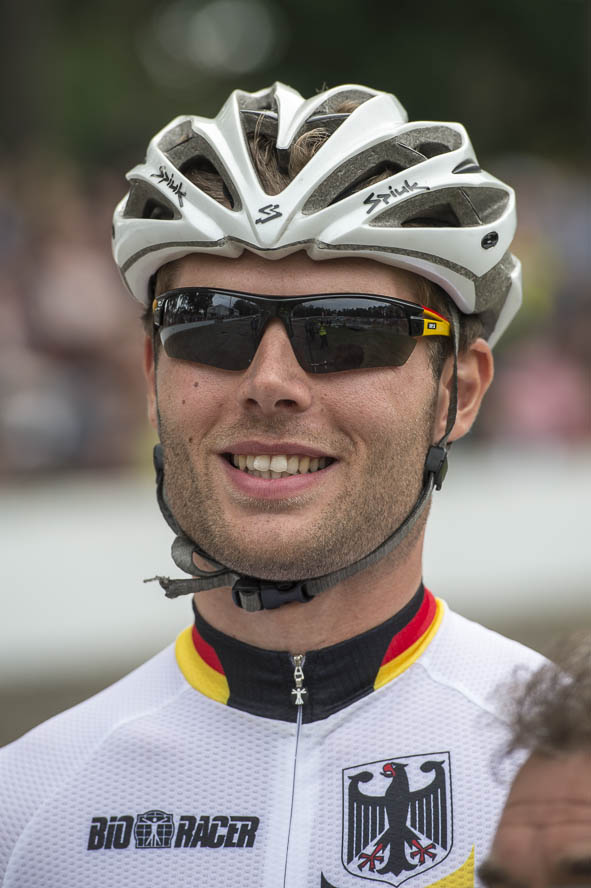
Florian Fernow (2013)

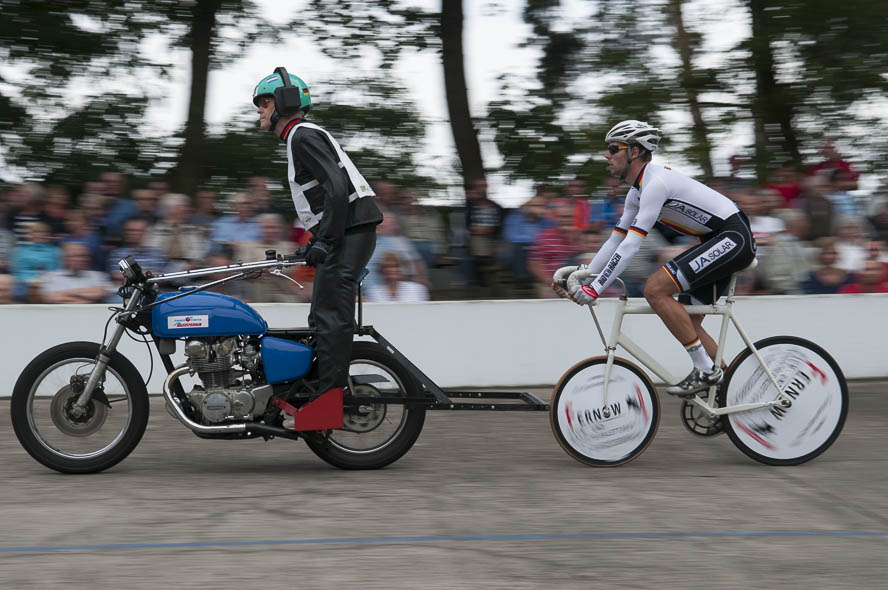
Fernow bei den Steher-Europameisterschaften 2013 in Nürnberg hinter Peter Bäuerlein

Florian Fernow (* 29. November 1981 in Berlin) ist ein ehemaliger deutscher Radrennfahrer.

## Sportliche Laufbahn
Florian Fernow, Mitglied des Vereins Zehlendorfer Eichhörnchen, begann im Jahr 2000, Radrennen zu bestreiten. Ab 2004 fuhr er Steherrennen. Nachdem er bereits 2006 erfolgreich hinter dem Nürnberger Schrittmacher Peter Bäuerlein fuhr, wechselte er am Anfang der Saison 2010 wieder zu ihm zurück. Zu Beginn seiner Karriere als Steher sowie von 2007 bis 2009 führte ihn Karsten Podlesch aus Berlin als Stammschrittmacher. 2007 gewann er den Großen Preis der Stadt Leipzig im Steherrennen. Am 2. Juli 2011 errang er gemeinsam mit Bäuerlein in Leipzig den Titel des deutschen Stehermeisters, den sie am 14. Juli 2012 in Nürnberg und am 10. August 2013 in Bielefeld zweimal erfolgreich verteidigten. 2013 wurde er gemeinsam mit Bäuerlein Vize-Europameister hinter dem Schweizer Mario Birrer.
Sein zunächst letztes Steherrennen fuhr Fernow am 24. Juni 2014 in Nürnberg. Sowohl aus gesundheitlichen wie auch aus beruflichen Gründen entschloss sich Fernow für eine Pause vom aktiven Radsport. Im Herbst 2015 nahm er endgültig bei einem Rennen auf der Radrennbahn Forst Abschied vom Leistungsradsport.

## Erfolge
2011
 Deutsche Stehermeisterschaft, Leipzig
2012
 Deutsche Stehermeisterschaft, Nürnberg
2013
 Europameisterschaft der Steher, Nürnberg
 Deutsche Stehermeisterschaft, Bielefeld